# 巴登-符騰堡號巡防艦
巴登-符騰堡號巡防艦（德語：Baden-Württemberg）是德國海軍巴登-符騰堡級巡防艦的首艦。它於2011年在蒂森克虜伯海洋系統的布洛姆－福斯開始建造，於2014年3月31日下水，於2019年6月17日服役。

## 設計
本級採用了布洛姆+福斯的多用途組合艦（德語：Mehrzweck-Kombination，簡稱MEKO）設計概念，其MEKO A-400設計借鑑了MEKO A-200巡防艦和F-124薩克森級巡防艦，模組化設計使其成本降低，易於升級或為外銷量身設計。

## 建造
「巴登-符騰堡」號艦體分成前、後兩大段，艦體前段（含艦首）由呂森造船廠位於不萊梅和沃爾加斯特的造船廠建造，建成後由水運運抵蒂森克虜伯海洋系統位於漢堡的布洛姆－福斯船廠。布洛姆－福斯船廠負責建造艦體後段（含推進系統），並負責兩個總段的組裝、下水後的艤裝與測試等。它於2011年11月2日在布洛姆－福斯鋪設龍骨，於2013年12月12日由巴登-符騰堡邦總理溫弗里德·克雷奇曼的夫人格爾林德擲瓶命名，於2014年3月31日下水，於2016年4月開始首次海試，7月18日抵達母港威廉港海軍基地，該艦的指揮權也由船廠方面的試航船長移交給德國海軍派任的首任艦長。本艦的指揮控制電腦系統是亞特拉斯電子的海軍戰鬥系統，但海試時該系統與偵搜系統和武器系統的整合尚未完成，在試航中陸續發現更多缺陷，包括艦身向右傾斜1.3度、艦體超重等。艦體超重不僅降低了性能，增加其操作成本，更減少了未來的升級空間。因此德國國防採購局拒絕讓本艦入役，將其退還給船廠修理，這在德國海軍史上是第一次。
本艦最終由德國國防採購局於2019年4月30日驗收，並於2019年6月17日服役，比原定計劃晚了兩年多。本艦進行了寒帶海域試航，然後於2020年2月7日前往巴西，在南大西洋的赤道附近海域進行了熱帶海域試航，到4月16日結束。

## 服役歷史
本艦於2023年10月20日離開威廉港海軍基地首次執行任務，前往地中海加入聯合國駐黎巴嫩臨時部隊，維護海上安全並防止武器走私。
本艦於2024年4月結束其地中海任務，前往西班牙的羅塔海軍基地，作遠航的準備。本艦作為2024年印太部署的旗艦，搭載了德國海軍航空隊第五中隊的兩架山貓Mk.88A直昇機和德國海軍營，與其補給艦「法蘭克福」號於5月7日離港，開始執行任務。兩艦於5月17日抵達加拿大哈利法克斯，於5月22-28日參加了紐約市艦隊週，開放參觀；6月1日通過巴拿馬運河進入太平洋，11-17日造訪圣迭戈海军基地，26日抵達珍珠港-希卡姆聯合基地，7月參加了2024年環太平洋軍事演習，期間艦載的山貓直昇機曾在荷蘭的特羅普號巡防艦上起降。8-9月參加了聯合國安理會对朝鲜的制裁。兩艦於8月27日-29日參加日本海上自衛隊與義大利、澳洲、德國和法國海軍共同舉行的「高貴渡鴉24-3」聯合演習，進行防空、反潛、海上補給與航空器跨艦起降等，以實現「自由且開放的印太地區」，參加的航母包括日本的出雲號護衛艦和義大利的加富尔号航空母舰。9月6日，本艦與韓國仁川號巡防艦在東海進行海上操演並分享導航數據。
兩艦於9月14日從韓國穿越台灣海峽前往菲律賓，德國軍方事前對是否會穿越台灣海峽保持沈默。這是繼2002年德艦穿越台灣海峽以後，首度穿越台灣海峽。德國國防部長鲍里斯·皮斯托里乌斯表示：「這裡是國際水域，所以我們穿行（台灣海峽）。」德國總理奥拉夫·朔尔茨表示，台海是國際水域。中華人民共和國外交部發言人毛寧表示，「台灣問題不是什麼航行自由問題，而是事關中國主權和領土完整的問題。」中国人民解放军东部战区发言人李熹表示，东部战区组织海空兵力全程跟监警戒。德方行为增加安全风险、传递错误信号。德國海事安全專家莫里茲·布雷克表示，台海最窄的航道約86海里寬，主權海域有12海里，還有大約60海里是公海。公海允許軍艦不受任何限制航行，無需公告、無需經過最近沿海國的批准。中國試圖透過聲明給人留下中國對台灣海峽有直接主權控制的印象。

## 圖集

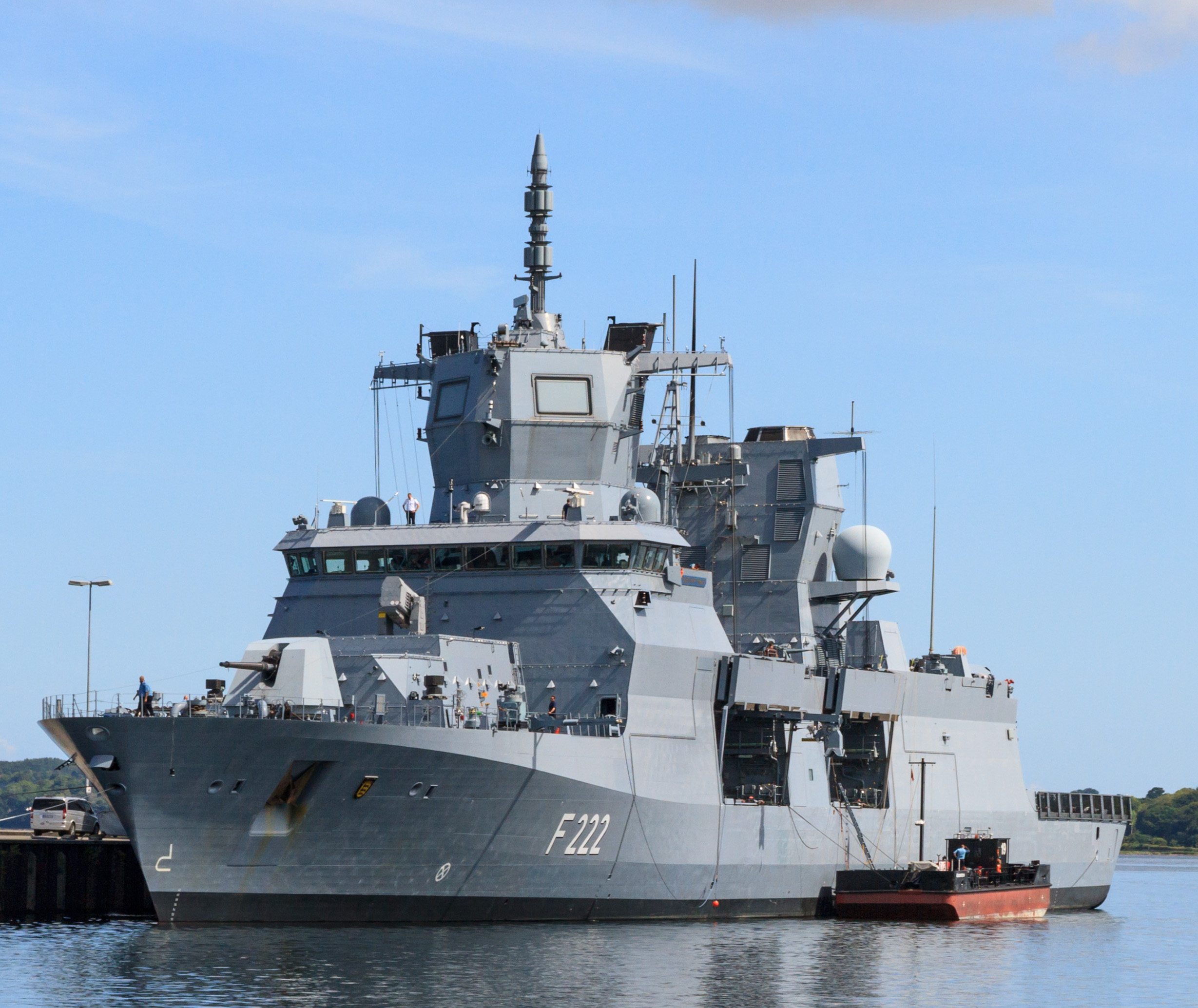
正面
正面俯視
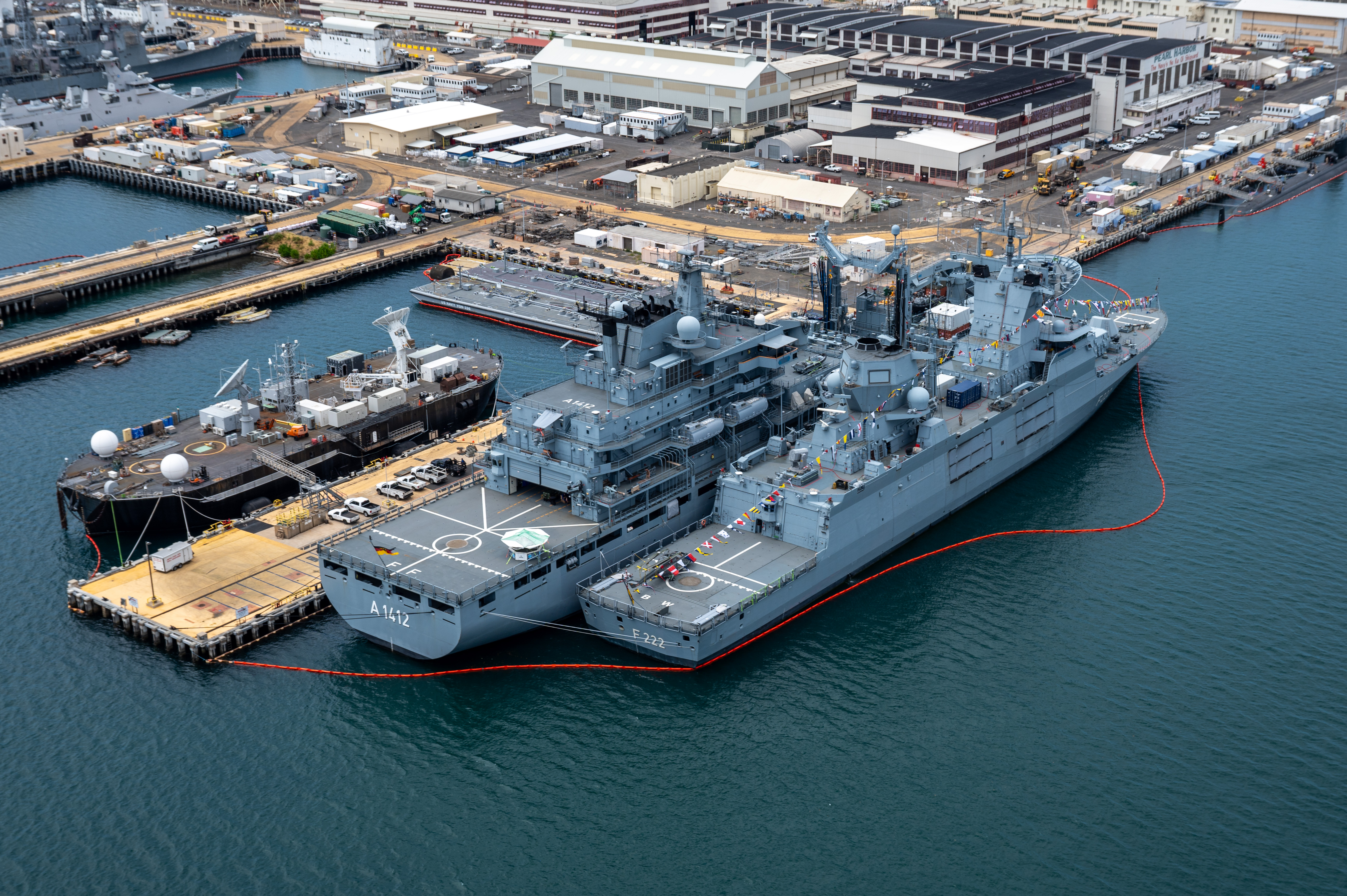
鳥瞰法蘭克福號和巴登-符騰堡號（右）
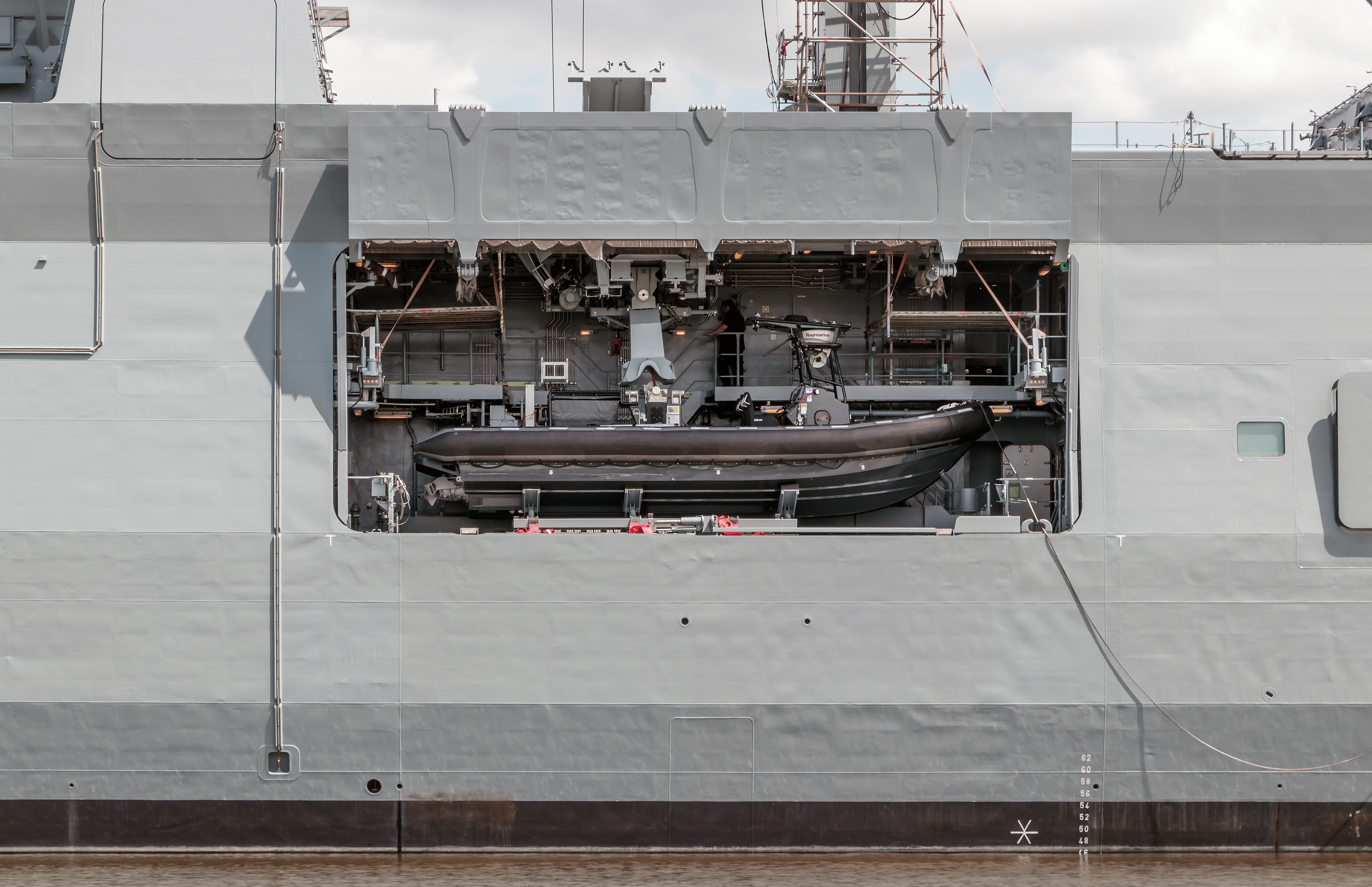
剛性充氣艇艙室
五吋艦砲開火

## 註
1. ↑  SIMONE是ship's infrared monitoring, observation and navigation equipment的縮寫，意為船舶紅外線監測、觀察和導航設備。[3]
2. ↑  Gedis有限公司於2020年關門後，KORA-18系統屬於罗德史瓦兹。[5][6]
3. ↑  未來NH-90海虎直升機服役後將取代山貓直升機。[7][8]